# Cenomani

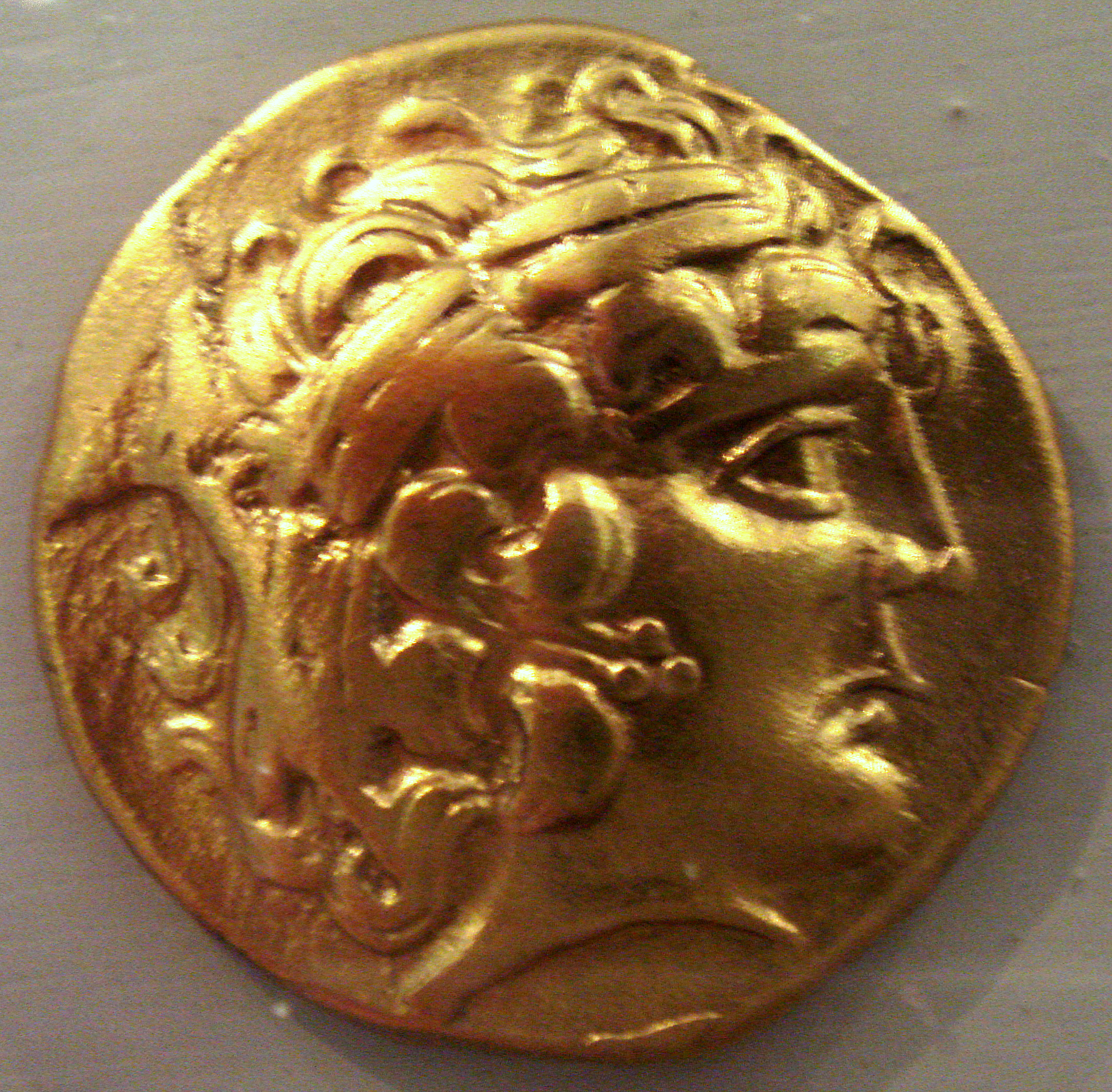
Cenomani zlatá mince

Cenomani byl galský kmen žijící na území mezi Seinou a Loirou. Později se jedna část kmene usídlila poblíž nynějšího Marseille, druhá část kmene se přestěhovala do severní Itálie a pravděpodobně obývala území ohraničené řekami Adige (lat.
Athesis), Oglio a Pádem (lat.Padus). Jejich hlavním městem byla Brixia dnešní Brescia.
V 2. a 3. století př. n. l. se spojili s římany proti ostatním galským kmenům. V první punské válce se spojili s kartagínským generálem Hamilkarem a roku 196 př. n. l. se vzbouřili proti Římanům.